# Pabellón séptimo (relato de Horacio)
«Pabellón séptimo (relato de Horacio)» es una canción del músico argentino Indio Solari de su álbum El tesoro de los inocentes (Bingo Fuel) de 2004.
La letra de la canción hace alusión a la «masacre en el pabellón séptimo» ocurrida el 14 de marzo de 1978 en el Pabellón 7 de la entonces Unidad 2 de Devoto ubicada en el barrio Villa Devoto de la Ciudad de Buenos Aires en la que murieron asfixiadas, quemadas o baleadas al menos 65 personas (64 según la versión oficial). Los únicos imputados fueron los propios presos sobrevivientes. Las muertes quedaron impunes de la misma manera que otros episodios de torturas o asesinatos cometidos contra "presos comunes" en la dictadura. En agosto de 2014 la Justicia Federal resolvió que se trata de un delito de lesa humanidad.
Solari compuso la canción a partir del libro Crónica de muertes silenciadas. Villa Devoto, 14 de marzo de 1978 del criminólogo Elías Neuman, en el cual se transcribe el testimonio de un sobreviviente, Horacio, a quien el propio Neuman conocía porque representaba como abogado defensor junto a otro detenido, Pablo, quien murió en el incendio.
Entre las víctimas de la masacre se encontraba un amigo de Solari: Luis Canosa. El propio Solari compuso otra canción sobre la masacre, «Toxi taxi», lanzada en 1991.

## Letra
| ¡Me asfixio, Dios! Pienso en mi cara Se está quemando, ahora, mi cara, ¡Dios! Una explosión y los colchones Se prenden fuego y nos quemamos vivos Quiero salir, quiero escapar Las puertas siguen encerrojadas El pabellón, en un segundo Se nubló todo y ya no vemos nada más Pruebo trepar hasta un ventanal Buscando el aire y me balean fiero Viejita, amor, hijas y amigas Buscan noticias en la puerta, ahí fuera Tiempo después, escucho aún El ruido loco de los paloteros Buscan así, baldosas flojas Donde escondemos tesoro y miserias ¡Pobrecito! ¡Pobre el Cebolla! No pudo más, se degolló por miedo Nadie es capaz, no pueden borrar mis recuerdos Nadie es capaz de matarte en mi alma Y así te dan, así te quiebran Así te dan por culo allí, sin más Por esa vez, la vieja cosechera vino Por mí y no quiso besar mi vida Estoy herido, estoy quemado Voy en camilla por el Salaberry Voy a tratar de hacer conducta aquí Para rajar antes que mis pulmones Si va a pasar algo conmigo Quiero que sea en libertad, allá afuera ¡Y nada más! ¡Irme y nada más! No quiero ver más gruesa de llavero Ni mirar la pared si el pasarela grita Para tapar quejidos y lamentos ¡Ya nunca más! ¡Ya nunca más! Y nunca ya voy a olvidarte, Pablo, nunca |